# 六平光成
六平 光成（むさか みつなり、1991年1月16日 - ）は、東京都西東京市出身の元プロサッカー選手。サッカー指導者。ポジションは主にミッドフィールダー（MF）。

## 来歴

### プロ入り前
通園していた幼稚園に訪れた有吉朋樹（元フットサル日本代表）の影響でサッカーを始める。中学時代はFC東京の下部組織に所属し、三田啓貴、藤原広太朗、山崎侑輝、岩渕良太、山村佑樹、井上亮太、宮澤勇樹と共にプレー。U-15深川からU-18への昇格を果たせず、前橋育英高等学校へ進学。高校3年時には2008年度の全国高校サッカー選手権でベスト4まで進出すると共に大会優秀選手にも選出され、さらにはU-18日本代表候補にも選ばれた。高校卒業後はJリーグクラブからのオファーを断り中央大学へ進学。
2010年に中華人民共和国で開催されたAFC U-19選手権には、U-19日本代表の主将として出場。準々決勝の韓国戦で敗れ、翌年開催のFIFA U-20ワールドカップ出場を逸した。2011年にはユニバーシアード日本代表に選出され、深圳ユニバーシアードで金メダルを獲得した。

### 清水エスパルス
清水エスパルス、大宮アルディージャ、鹿島アントラーズから獲得を打診され、2013年より清水に加入。
2014年、課題としていた守備面で成長、本職のボランチで定位置を奪取し、チーム最多のインターセプトを記録するなど 攻守に存在感を発揮した。J1第31節の川崎フロンターレ戦でプロ初ゴールを決めた。2015年後半は左右のサイドバック（SB）でのプレーにも柔軟に対応。同年末には湘南ベルマーレ、ジェフユナイテッド市原・千葉からオファーが届いたが、清水の慰留に応じた。
2016年はボランチに戻って出場を重ねていたが、同年半ばからは守備対応と展開力を評価され、負傷者が続出し適役不在となっていた右SBに入り、チームを支えた。2020年12月13日、クラブから契約満了が発表された。

### ギラヴァンツ北九州
2020年12月30日、ギラヴァンツ北九州への加入が発表された。
2022年11月11日、2022年シーズンでの契約満了が発表され、2023年3月8日、現役を引退することが発表された。

### 指導者
2024年1月7日、共栄大学体育会サッカー部のコーチに就任したと発表された。

## 人物・エピソード
- 父は俳優の六平直政。2010年のAFC U-19選手権の際、直政は息子を応援するために全ての仕事を断って訪中したとのこと[20]。父は2016年から不動産会社ミクニのCMに出演しているが[21]、2021年から、そのミクニがネーミングライツを持つミクニワールドスタジアム北九州を本拠地とするギラヴァンツ北九州に所属することとなった。
- 2014年6月に一般女性と結婚[22]。

## 所属クラブ
- クリストロアSC (西東京市立本町小学校)[2]
- 2003年 - 2005年 FC東京U-15 / FC東京U-15深川[注 1] (西東京市立保谷中学校)[2]
- 2006年 - 2008年 前橋育英高等学校
- 2009年 - 2012年 中央大学学友会サッカー部
- 2013年 - 2020年  清水エスパルス
- 2021年 - 2022年  ギラヴァンツ北九州

## 個人成績
| 国内大会個人成績 | 国内大会個人成績 | 国内大会個人成績 | 国内大会個人成績 | 国内大会個人成績 | 国内大会個人成績 | 国内大会個人成績 | 国内大会個人成績 | 国内大会個人成績 | 国内大会個人成績 | 国内大会個人成績 | 国内大会個人成績 |
| 年度             | クラブ           | 背番号           | リーグ           | リーグ戦         | リーグ戦         | リーグ杯         | リーグ杯         | オープン杯       | オープン杯       | 期間通算         | 期間通算         |
| 年度             | クラブ           | 背番号           | リーグ           | 出場             | 得点             | 出場             | 得点             | 出場             | 得点             | 出場             | 得点             |
| 日本             | 日本             | 日本             | 日本             | リーグ戦         | リーグ戦         | リーグ杯         | リーグ杯         | 天皇杯           | 天皇杯           | 期間通算         | 期間通算         |
| ---------------- | ---------------- | ---------------- | ---------------- | ---------------- | ---------------- | ---------------- | ---------------- | ---------------- | ---------------- | ---------------- | ---------------- |
| 2013             | 清水             | 16               | J1               | 7                | 0                | 1                | 0                | 0                | 0                | 8                | 0                |
| 2014             | 清水             | 16               | J1               | 32               | 1                | 6                | 0                | 4                | 0                | 42               | 1                |
| 2015             | 清水             | 16               | J1               | 25               | 0                | 2                | 0                | 0                | 0                | 27               | 0                |
| 2016             | 清水             | 16               | J2               | 26               | 0                | -                | -                | 2                | 0                | 28               | 0                |
| 2017             | 清水             | 7                | J1               | 25               | 0                | 3                | 0                | 2                | 0                | 30               | 0                |
| 2018             | 清水             | 7                | J1               | 0                | 0                | 2                | 0                | 0                | 0                | 2                | 0                |
| 2019             | 清水             | 7                | J1               | 24               | 0                | 5                | 0                | 4                | 0                | 33               | 0                |
| 2020             | 清水             | 7                | J1               | 15               | 0                | 2                | 0                | -                | -                | 17               | 0                |
| 2021             | 北九州           | 8                | J2               | 21               | 0                | -                | -                | 0                | 0                | 21               | 0                |
| 2022             | 北九州           | 8                | J3               | 21               | 0                | -                | -                | 1                | 0                | 22               | 0                |
| 通算             | 日本             | 日本             | J1               | 128              | 1                | 21               | 0                | 10               | 0                | 159              | 1                |
| 通算             | 日本             | 日本             | J2               | 47               | 0                | -                | -                | 2                | 0                | 49               | 0                |
| 通算             | 日本             | 日本             | J3               | 21               | 0                | -                | -                | 1                | 0                | 22               | 0                |
| 総通算           | 総通算           | 総通算           | 総通算           | 196              | 1                | 21               | 0                | 13               | 0                | 230              | 1                |

- 2013年5月25日 : Jリーグ初出場 - J1第13節 vs ベガルタ仙台 (日本平)
- 2014年11月2日 : Jリーグ初得点 - J1第31節 vs 川崎フロンターレ (等々力)

## タイトル

### チーム
FC東京U-15深川
- 日本クラブユースサッカー選手権 (U-15)大会 (2003年)

中央大学
- SBSカップ (2009年、2010年)
- ユニバーシアードサッカー競技 (2011年)

### 個人
- 全国高等学校サッカー選手権大会 優秀選手 (2008年)
- 関東大学サッカーリーグ戦 新人賞 (2009年[23])
- 関東大学サッカーリーグ戦1部 ベストイレブン (2012年[24])

## 代表歴
- U-18日本代表
  - SBSカップ（2009年）
  - 仙台カップ（2009年）
  - AFC U-19選手権2010 (予選)（2009年）
- U-19日本代表
  - ダラスカップ（2010年）
  - ミルクカップ（2010年）
  - SBSカップ（2010年）
  - AFC U-19選手権2010（2010年）
- 全日本大学選抜
  - デンソーカップサッカー （2011年）
- ユニバーシアード日本代表 （2011年）
  - 2011年夏季ユニバーシアード
- U-22日本代表候補 
  - ロンドンオリンピックアジア最終予選予備登録

## 指導歴
- 共栄大学
  - 2024年 - コーチ
- U-21 関東⼤学選抜 コーチ（IBARAKI Next Generation Cup2024）